# Colonel Redl
Pour plus de détails, voir Fiche technique et Distribution.
Colonel Redl (Oberst Redl) est un film germano-austro-hongrois de István Szabó, sorti en 1985. Ce film est basé sur l'histoire d'un personnage ayant réellement existé : Alfred Redl, colonel, chef des services secrets de l'armée austro-hongroise, qui s'est suicidé le 25 mai 1913.
Selon l'histoire officielle, Alfred Redl, en raison de son homosexualité et de son train de vie dispendieux, était une proie toute désignée pour les services de renseignements étranger, et, par l'entremise d'amants qu'on lui a présentés, en est venu à vendre des secrets militaires austro-hongrois, notamment les plans de défense de la Galicie (aux frontières de l'Empire Russe) et l'identité d'informateurs, aux services secrets russes, et sans doute aussi français et italiens. Lorsque les autorités découvrent la trahison, elles le poussent au suicide pour éviter un scandale.
Le colonel Redl n'est pas le capitaine Dreyfus et le film n'est pas un procès en réhabilitation. Cependant, en faisant de Redl un innocent qui choisit le suicide, le film l'utilise comme révélateur de l'état de l'Empire austro-hongrois à la veille de la Première Guerre mondiale.

## Synopsis
Alfred Redl (interprété par Klaus Maria Brandauer), fils d'un modeste cheminot de Galicie, se fait remarquer dès l'école primaire par ses qualités intellectuelles et par son patriotisme au profit de l'Autriche-Hongrie. Aussi obtient-il par l'entremise de son instituteur une bourse en vue d'intégrer une école militaire.
Au sein de cette école, il se lie d'amitié avec un de ses condisciples, l'aspirant Kubinyi, baron hongrois fortuné, dont la sœur Katalin ne sera pas par la suite insensible à ses charmes.
On découvre que les plans secrets militaires autrichiens, en particulier les plans des forteresses de Galicie, ont été divulgués à un agent étranger. Il faut un coupable et  le colonel Redl est convoqué par l'archiduc François-Ferdinand qui, en privé, lui explique le profil recherché : n'appartenant ni à une minorité remuante (ni serbe, ni croate, etc.), ni à un groupe ethnique dont la mise en cause poserait problème (« Pas de nouvelle affaire Dreyfus ! », s'exclame l'archiduc), ni à l'élite austro-hongroise. En fait, Redl lui-même a le profil idéal, l'archiduc lui dit de trouver son  « Doppelgänger », c'est-à-dire son double, en raison de son origine ruthène.
Le colonel Redl est pris dans une nasse : les développements de son enquête l'amènent à une impasse, on exige qu'il fournisse un coupable qui ne peut être que lui-même, et sa loyauté lui interdit de clamer son innocence. Au terme d'une délibération agitée, il choisit le suicide. Au spectateur de se faire lui-même son idée des raisons (éventuellement multiples) de ce choix : sacrifice volontaire, réaction dégoutée à la découverte du cynisme du système et à son absurdité, révolte ultime ou loyauté extrême... ?

## Le personnage de Redl
Malgré son origine très modeste et son homosexualité, Redl parvient à faire une carrière enviable dans l'armée et à faire son chemin dans le monde. Mais lorsque l'archiduc François-Ferdinand veut manifester l'autorité de l'État par une ferme « reprise en main » sans engendrer une crise pouvant fragiliser l'Empire, le fonctionnement hiérarchique et cynique du système fait de ce sujet d'origine modeste et loyal la victime idéale. Ce système engendre le suicide de son sujet, qui apparait alors comme un précurseur de la mort de l'Empire en 1918.
L'archiduc François-Ferdinand, par exemple, et les milieux qui l'entouraient piaffaient d'impatience : impatience de mettre fin au long règne de François-Joseph, impatience aussi d'insérer la noblesse dans la dynamique des bourgeoisies d'Europe, en lui faisant gagner rapidement et facilement beaucoup d'argent, impatience de mobiliser les « peuples » dans une croisade contre les mauvais sujets qui revendiquaient l'instauration d'une société à l'image de celles qui prévalaient en Europe. 
Le film apparaît ainsi comme une version possible, plausible, cohérente, plus vraie que nature (dans le sens où elle donne lieu à une peinture plus exacte de la réalité sociale que le fait divers d'origine).

## Exactitude
Le film contient de nombreuses inexactitudes.
Redl n'était pas un Ruthène (ou Ukrainien), mais d'origine Germano-Tchèque. Son nom n'a d'ailleurs rien d'ukrainien.
Il n'était pas issu d'une famille pauvre, mais d'une famille de la moyenne bourgeoisie: son père, ancien officier, était inspecteur en chef dans les chemins de fer. Les enfants avaient tous fait de bonnes études (deux officiers, un avocat, un architecte et un employé des chemins de fer, et deux institutrices: la paysanne analphabète du film est une invention du réalisateur).
Le soi-disant complot de l'archiduc héritier est complètement inventé et d'ailleurs absurde (pourquoi monter une affaire contre Redl ?).
Redl était bien homosexuel. Mais son suicide n'est pas dû à cela. Il trahissait pour de l'argent en transmettant des renseignements aux services russes, français et italiens.

## Fiche technique
- Titre original : Oberst Redl
- Réalisateur : István Szabó
- Scénariste : István Szabó, Péter Dobai (hu), d'après la pièce A Patriot for Me de John Osborne
- Directeur de la photographie : Lajos Koltai
- Musique : Zdenkó Tamássy, Johann Strauss et Johann Strauss II
- Montage : Zsuzsa Csákány (hu)
- Création des décors : József Romvári (hu)
- Décorateurs : László Makai, Lórántné Mathaidesz, Gyula Tóth
- Costume : Péter Pabst
- Production :
  - Producteur : Manfred Durniok (de)
  - Producteurs délégués : Helmut Fürthauer (ORF), Alfred Nathan (ZDF)
- Société de production : Mafilm Objektiv Studio, MAFILM Objektív Filmstúdió, Manfred Durniok Filmproduktion, Mokép, ZDF, ORF
- Genre : Film historique, Drame et biopic
- Durée : 144 minutes
- Pays de production :  Allemagne de l'Ouest,  Autriche,  Hongrie
- Sortie :
  - Hongrie : 20 février 1985
  - Allemagne de l'Ouest : 29 mars 1985
  - France : 20 novembre 1985

## Distribution
- Klaus Maria Brandauer : Alfred Redl
- Armin Mueller-Stahl : archiduc François-Ferdinand, prince héritier
- Gudrun Landgrebe : baronne Katalin von Kubinyi
- Hans Christian Blech : baron von Roden
- Jan Niklas : baron Christopher von Kubinyi
- László Mensáros : colonel Ruzitska
- András Bálint : Dr. Sonnenschein
- László Gálffi : Alfredo Velocchio
- Dorottya Udvaros : Clarisse
- Károly Eperjes : lieutenant Schorm

## Récompenses et distinctions

### Récompenses
- Festival de Cannes 1985 : Prix du jury
- Baftas 1986 : British Academy Film Award du meilleur film en langue étrangère

### Distinction
- Nommé pour l'Oscar du meilleur film en langue étrangère à la 58e cérémonie des Oscars en 1986